# Buti
Buti ist eine italienische Gemeinde der Provinz Pisa in der Region Toskana mit 5520 Einwohnern (Stand 31. Dezember 2023).

## Geografie
Die Gemeinde Buti liegt etwa 30 km östlich der Provinzhauptstadt Pisa und etwa 60 km westlich der Regionalhauptstadt Florenz in einem Talkessel an den Osthängen des Monte Pisano und südöstlich des Monte Serra in der klimatischen Einordnung italienischer Gemeinden in der Zone D, 1 674 GG. Durch den Ort verläuft der Fluss Rio Magno.
Sie besteht aus den Ortsteilen Buti (Hauptort, ca. 2100 Einwohner) und Cascine-Le Croce (21 m, ca. 3300 Einwohner).
Die Nachbargemeinden sind Bientina, Calci, Capannori (LU) und Vicopisano.

## Geschichte
Buti ist römischen Ursprungs. Schriftlich erwähnt wurde der Ort erstmals im Mittelalter um das Jahr 1000. Er lag lange im Zentrum der Auseinandersetzungen zwischen Pisa, Lucca und Florenz und wurde mehrmals zerstört. Auf dem Gebiet befanden sich zahlreiche Befestigungsanlagen, von denen das Castel Tonini heute noch erhalten ist.

## Kultur und Sehenswürdigkeiten

### Wehranlagen

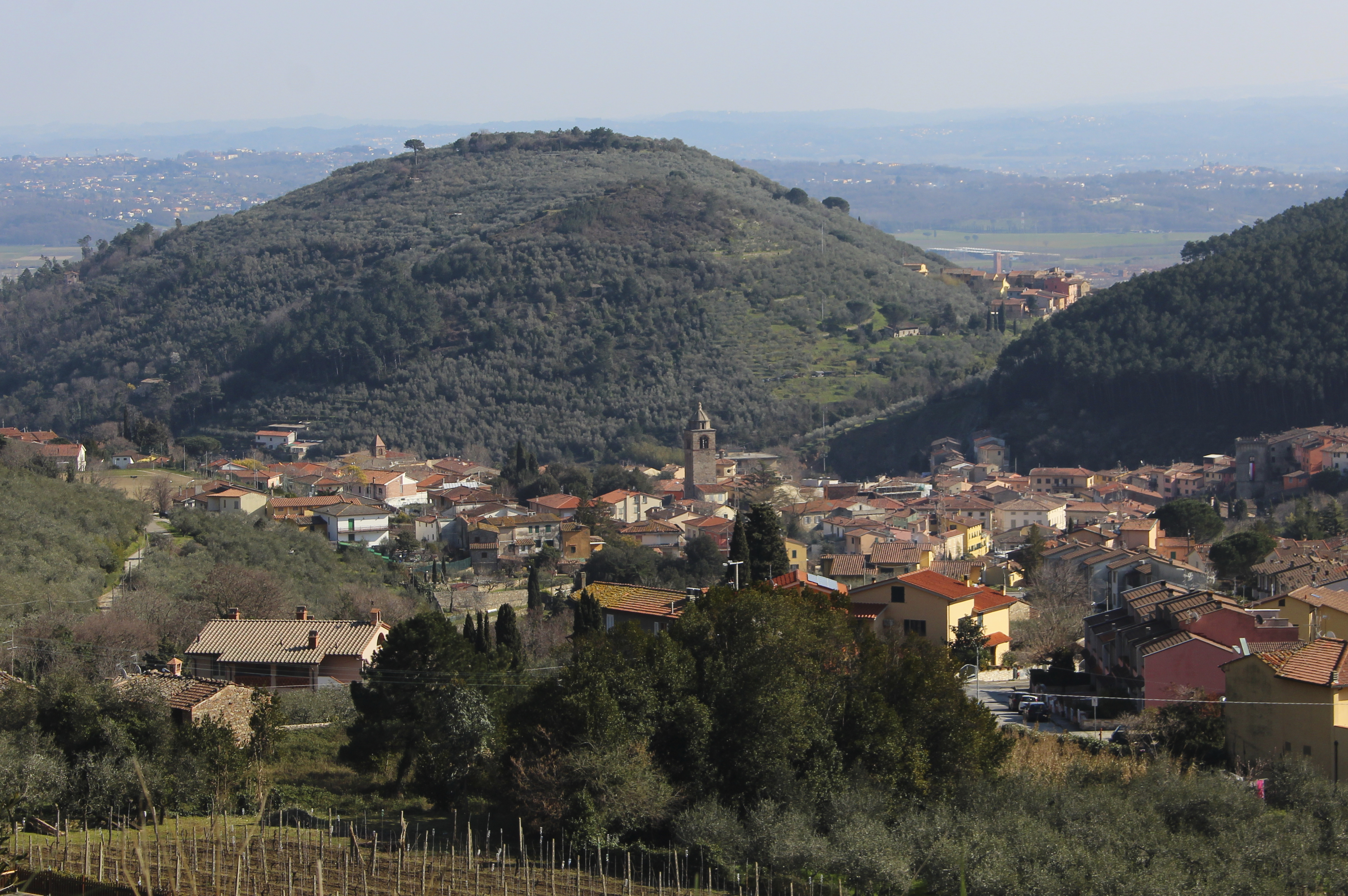
Blick auf Buti

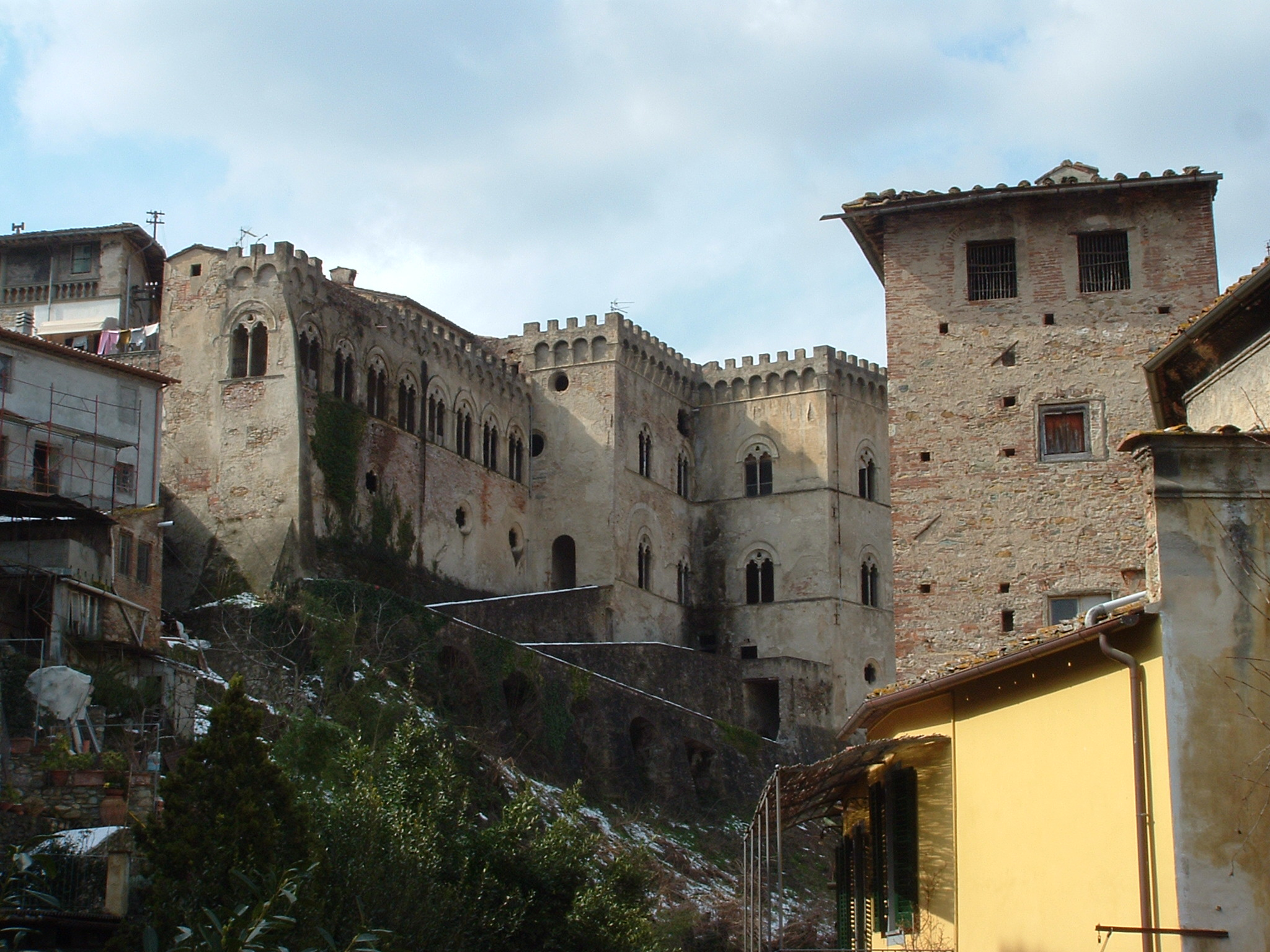
Blick auf das Castel Tonini

- Über dem Dorf erhebt sich die mittelalterliche Festung Castel Tonini, innerhalb derer sich die Altstadt mit vielen Palästen aus dem 16. und 17. Jahrhundert befindet. Bedeutend ist der mit Fresken verzierte Palazzo Tonini (Villa Medicea), der von den Medici um das Jahr 1550 errichtet wurde.
- Castel di Nocco, entstand im 14. Jahrhundert durch Nocco Bonfigli zwischen den Anhöhen Monte Roccali und Monte d’Oro.[4]
- Castel Sant’Agata (oder Monte d’Oro), Burgruine auf dem Berg Monte d’Oro, die wahrscheinlich schon im 12. Jahrhundert nach einer Auseinandersetzung zwischen Pisa und Lucca zur Ruine wurde.[5]

### Kirchen

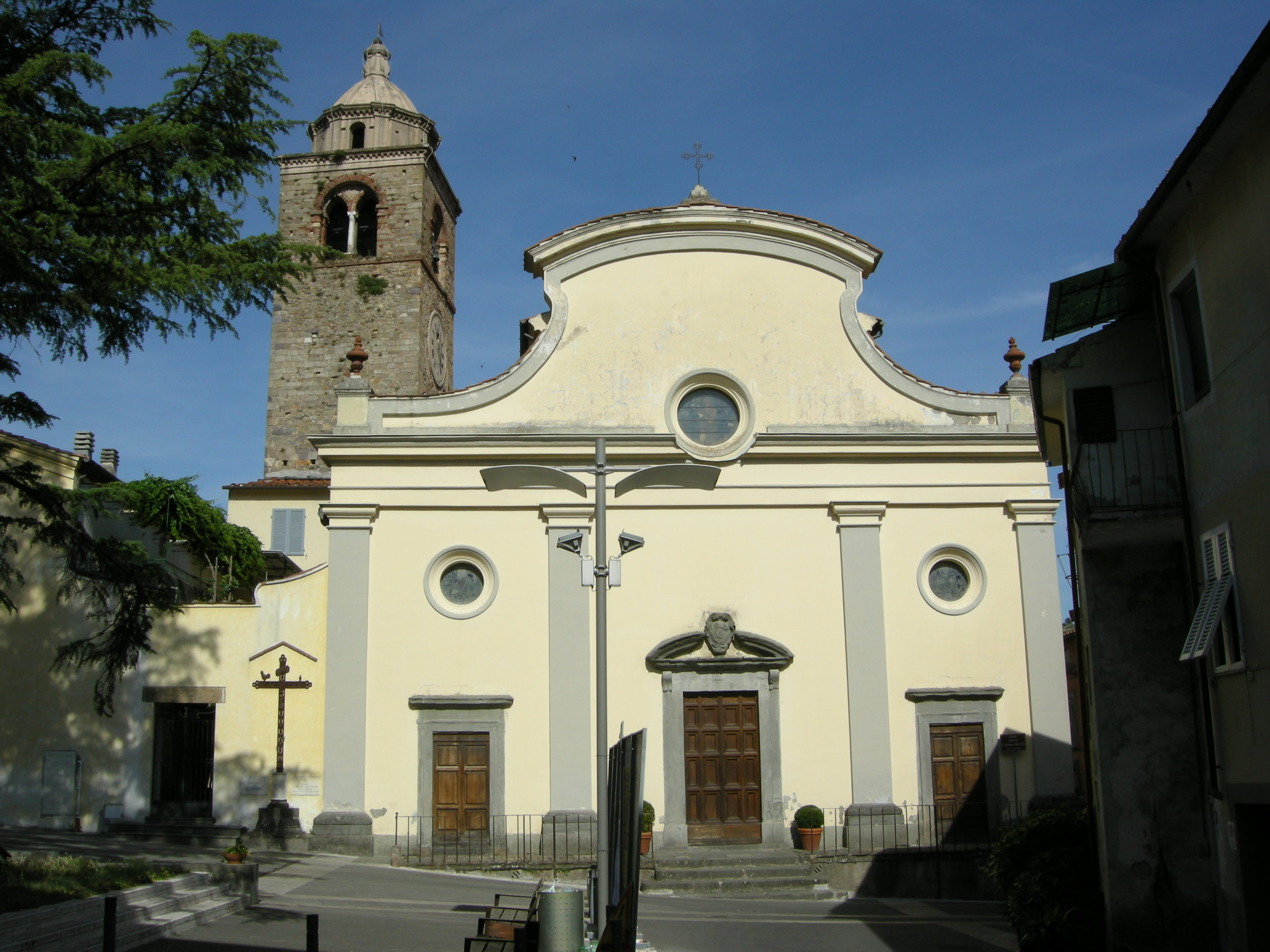
San Giovanni Battista

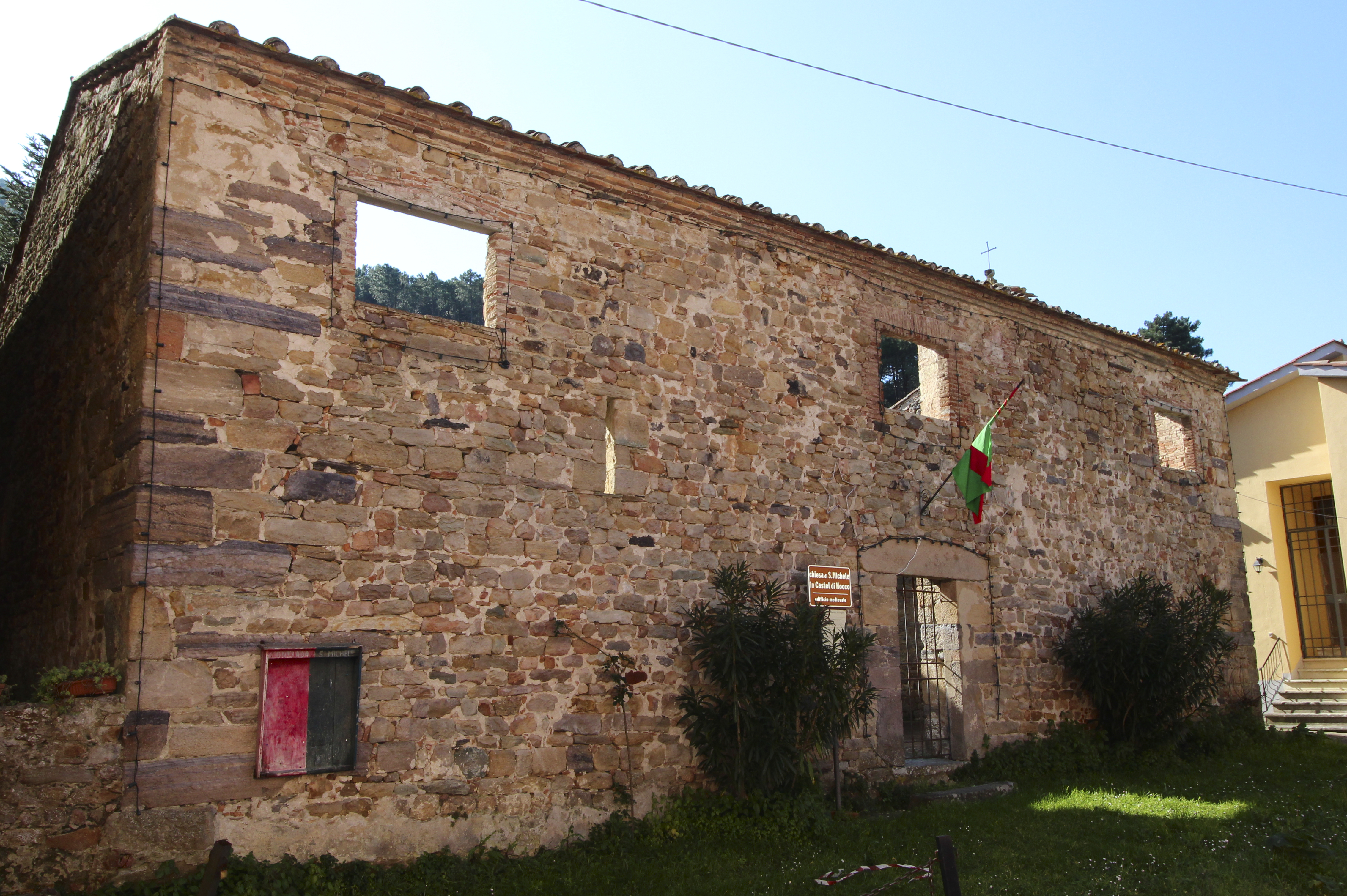
San Michele Arcangelo, Kirchenruine in Castel di Nocco

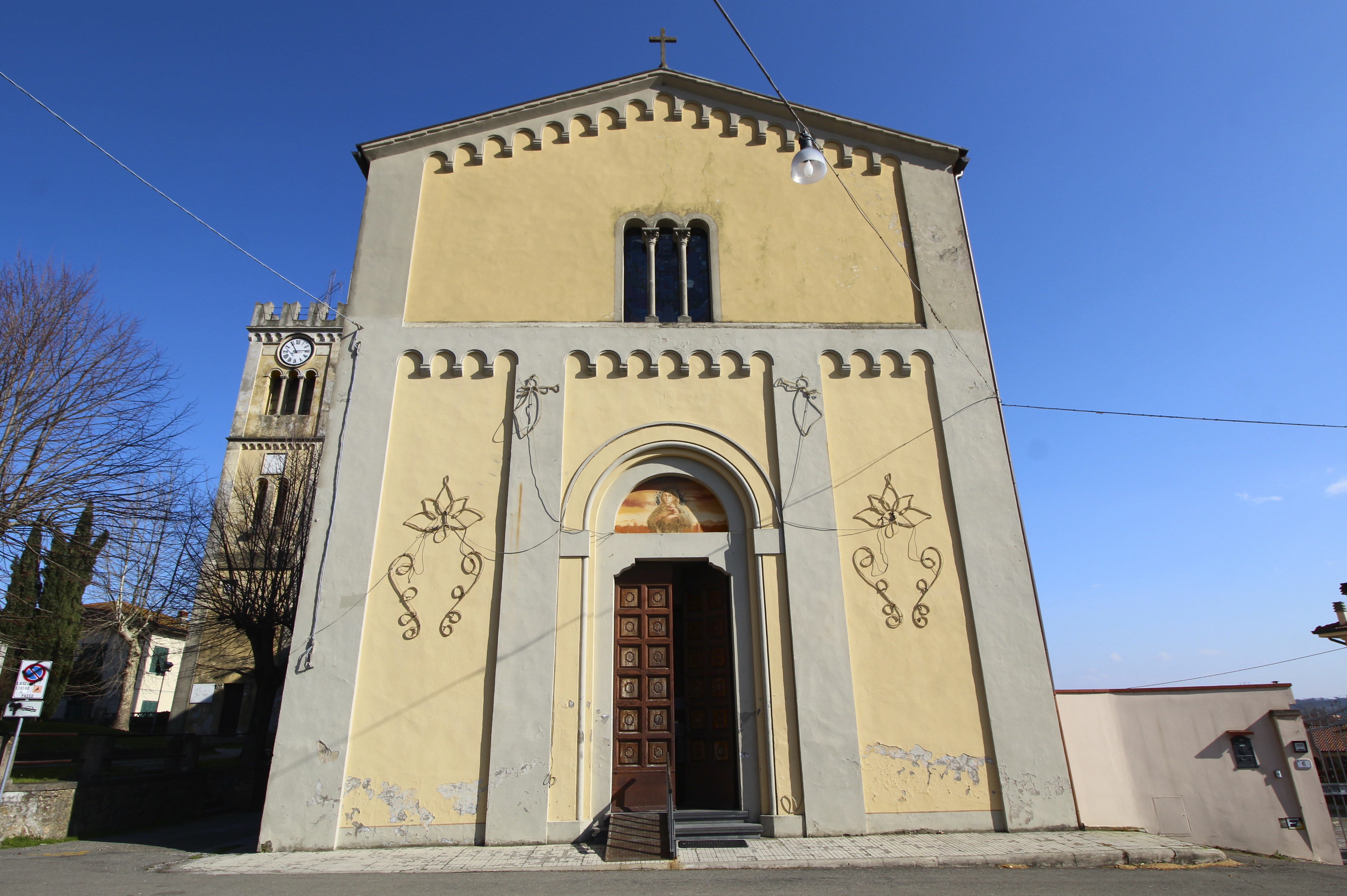
Santo Stefano, Kirche in Cascine di Buti

- San Giovanni Battista, 1276 erwähnte Pieve älteren Ursprungs. Wurde im 20. Jahrhundert von R. Zocchi wesentlich verändert. Enthält Fresken von Pietro Giarrè (18. Jahrhundert) und die Holzskulptur Madonna con bambino, auch Madonna del Monte genannt, 1369 entstanden.[6]
- San Francesco, Kirche im Ortskern, die im 13./14. Jahrhundert entstand. Wurde im 17. und 18. Jahrhundert stark verändert. Enthält das Werk Santi Gaetano, Francesca Romana, Giuseppe e Andrea von Jacopo Danielli aus Buti, 1731 entstanden.[6]
- San Rocco, Kirche im Ortskern aus dem 17. Jahrhundert. Enthält das Werk Madonna col Bambino tra santi von Giovanni Maria Reggi (1642 entstanden).[6]
- San Nicola Vescovo, auch San Nicolao a Pontaccolle genannt, Kirche im Ortskern, die 1635 entstand.[7]
- Chiesa dell’Ascensione, auch Santa Maria in Valleverde bzw. Valle Verde[6], Maria ad Nives oder Maria della Neve genannt, Kirche in Panicale. Entstand im 11./12. Jahrhundert als Teil der Burg Castello di Panicale.[8]
- Santo Stefano, Kirche im Ortsteil Cascine di Buti. Entstand 1823, der Kirchturm wurde erst 1915 errichtet.[9]

### Theater
Das Theater Francesco di Bartolo stammt aus dem Jahre 1842. Es ist ein origineller Miniaturnachbau eines typischen italienischen Theaters der Zeit (zum Beispiel der Mailänder Scala), mit 25 Logen in zwei Reihen und 220 Plätzen. Es diente im 19. Jh. zur Unterhaltung des örtlichen Adels und wurde 1987 nach langer Schließung und Sanierungsarbeiten wieder eröffnet. Das Theater pflegt, neben modernen Formen, das traditionsreiche gesungene Volkstheater der Gegend, den „Maggio“.

### Regelmäßige Veranstaltungen
- Palio di Sant’Antonio (erster Sonntag nach dem 17. Januar). Pferderennen (Palio) nach dem Vorbild des Palio di Siena, mit Umzug der Contraden in mittelalterlichen Gewändern.
- Sagra des Frosches (Cascine di Buti, im Juni)
- Sagra der Esskastanie (dritter Sonntag im Oktober)

## Wirtschaft
In der Vergangenheit war Buti bekannt für die Tradition der Korbflechterei. Heute ist die Gemeinde vor allem Zentrum für die Produktion von hochwertigem Olivenöl, das hier eine jahrhundertealte Tradition besitzt, von der viele Ölmühlen zeugen. Daneben hat, durch die schöne Umgebung des Ortes begünstigt, der Tourismus große Bedeutung gewonnen.

## Söhne und Töchter der Gemeinde
- Francesco di Bartolo (Francesco da Buti) (1324–1406) Kommentator der Divina Commedia
- Icilio Felici (1891–1965), katholischer Schriftsteller
- Cesare Del Cancia (1915–2011), Radrennfahrer
- Simone Giusti (* 1955), Bischof von Livorno